# Île Lattanzi
L'île Lattanzi (auparavant dénommée îlot des Damiers) est une île rocheuse de l'archipel de Pointe-Géologie (terre Adélie), situé en mer Dumont-d'Urville (océan Austral) au large du continent antarctique.

## Description
Située à 1 800 m au nord-ouest de l'île des Pétrels, l'île atteint l'altitude de 13 m.

## Histoire
Depuis 1999, le nom de l'île fait hommage à Dario Lattanzi, 37 ans, ingénieur-mécanicien à bord de L'Astrolabe, mort dans l'accident d'hélicoptère du 8 février 1999 survenu au cœur de la base Dumont-d'Urville lors d'un vol à très courte distance entre L'Astrolabe, amarré au sud de l'île des Pétrels, et la base. L'accident a fait deux autres victimes, dont Bruno Fiorèse, pilote de l'hélicoptère. (L'île Fiorèse se trouve à 800 m au sud-est de l'île Lattanzi.),
L'île était auparavant appelée l'îlot des Damiers, en raison de l'importante colonie de damiers du Cap qu'on y trouve.